# Bol'šoe Polpino
Bol'šoe Polpino è una cittadina della Russia europea occidentale, situata nella oblast' di Brjansk. È dipendente amministrativamente dal distretto urbano della città di Brjansk.
Sorge nella parte orientale della oblast', 10 chilometri ad est di Brjansk, sulle sponde del fiume Snežet'.